# Come sposare un milionario
Come sposare un milionario (How to Marry a Millionaire) è un film del 1953 diretto da Jean Negulesco.

## Trama
Tre ragazze, Schatze, Marzo e Pola, ambiziose indossatrici che vivono a New York, fanno comunella per realizzare il grande sogno della loro vita: sposare altrettanti ricconi e assicurarsi così un futuro da favola. A tale scopo affittano un appartamento lussuosissimo e poi iniziano a tessere le loro trame. Per sposare un milionario però ci vuole la stoffa giusta e, delle tre, soltanto una riuscirà, quasi suo malgrado, a dimostrare di possederla.

## Produzione
Il film trae ispirazione dalle opere teatrali The Greeks Had a Word for It di Zoë Akins e Loco di Dale Eunson e Katherine Albert. La pellicola venne prodotta da Nunnally Johnson per la 20th Century Fox. L'appartamento delle ragazze venne riprodotto nella via di Sutton Place, a Manhattan.
Buona parte delle riprese vennero girate fra Manhattan, il fiume Hudson e il Rockefeller Center, nello stato di New York. Furono anche utilizzati gli studios della 20th Century Fox; alcuni degli esterni furono girati a Sun Valley, Idaho.

## Accoglienza

### Critica
Il film, il secondo nella storia ad utilizzare il CinemaScope e il primo della 20th Century Fox, mostra al suo interno alcune scene divertenti senza troppe pretese, le cui battute dei protagonisti ricordano «una partita di tennis». Marilyn Monroe è comicamente miope, Bacall mostra la sua classe mentre risalta di meno Betty Grable.

## Distribuzione
Il film venne distribuito in varie nazioni, fra cui:
- Stati Uniti d'America, How to Marry a Millionaire 4 novembre 1953 (prima statunitense a Los Angeles, California)
- Svezia, Hur man får en miljonär 22 febbraio 1954
- Giappone 17 marzo 1954
- Germania Ovest, Wie angelt man sich einen Millionär 2 aprile 1954
- Francia, Comment épouser un millionnaire 30 aprile 1954
- Finlandia, Kuinka miljonääri naidaan 21 maggio 1954
- Austria, Wie angelt man sich einen Millionär settembre 1954
- Danimarca, Tre piger søger en millionær 15 agosto 1955
- Turchia, Milyoner avcilari dicembre 1955
- Grecia, Pos na pantreftite ekatommyriouho 23 ottobre 2006 (uscita DVD)

## Riconoscimenti
Il film ebbe una nomination agli Oscar per i migliori costumi.

## Curiosità
Mentre Schatze Page (interpretata da Lauren Bacall) discute con J.D. Hanley (interpretato da William Powell), per argomentare la sua passione per gli uomini più vecchi cita "quel tardone di Bogart". All'epoca Humphrey Bogart era il marito di Lauren Bacall. Anche il personaggio di Betty Grable accenna in una battuta al proprio marito dell'epoca, affermando di riconoscere alla radio il trombettista Harry James, venendo però smentita dal disc jockey.

## Altre versioni
La commedia originaria di Zoë Akins diede lo spunto per diverse versioni della storia delle tre ragazze che affittano un lussuoso appartamento con lo scopo di accalappiare un marito ricco. Da notare che in tre dei film appare il nome di Betty Grable (in The Greeks Had a Word for Them solo in un piccolo ruolo non accreditato).
- The Greeks Had a Word for Them di Lowell Sherman con Joan Blondell, David Manners, Madge Evans, Ina Claire (1932)
- Three Blind Mice di William A. Seiter con Loretta Young, Joel McCrea, David Niven, Marjorie Weaver (1938)
- Appuntamento a Miami di Walter Lang con Don Ameche, Betty Grable, Carole Landis, Robert Cummings (1941)
- Come sposare un milionario di Jean Negulesco con Lauren Bacall, Marilyn Monroe, Betty Grable (1953)
- How to Marry a Millionaire serie televisiva trasmessa dal 1957 al 1959 con Merry Anders, Barbara Eden e Lori Nelson